# Супрун Інна Олександрівна
Інна Супрун (10 квітня 1983) — українська біатлоністка.
Інна почала виступати в Кубку світу з 2004. Її найкращий результат — 9 місце в спринтерській гонці на етапі 2011 року в Форт-Кенті.
Донька — біатлоністка Поліна Пуцко.

## Статистика
У таблиці наведено статистику виступів біатлоніста в Кубку світу.
- Місця 1–3: кількість подіумів
- Чільна 10: кількість фінішів у першій десятці
- В очках: кількість виступів, на яких біатлоніст здобував очки
- Старти: кількість стартів
- Естафета: включно зі змішаною

| Місця                     | Індивід. | Спринт | Персьют | Мас-старт | Естафета | Разом |
| ------------------------- | -------- | ------ | ------- | --------- | -------- | ----- |
| 1                         |          |        |         |           |          |       |
| 2                         |          |        |         |           |          |       |
| 3                         |          |        |         |           |          |       |
| Чільна 10                 |          | 1      |         |           | 2        | 3     |
| В очках                   | 1        | 2      | 2       |           | 4        | 9     |
| Стартів                   | 7        | 25     | 8       |           | 4        | 44    |
| Станом на: 12 лютого 2011 |          |        |         |           |          |       |

## Кубок світу
- 2010–2011 — 37-е місце (170 очок)